# Niklas Mattsson
Niklas Kristoffer Mattsson (Sundsvall, 16 de marzo de 1992) es un deportista sueco que compitió en snowboard, especialista en las pruebas de slopestyle y big air.
Ganó dos medallas de plata en el Campeonato Mundial de Snowboard, en los años 2011 y 2013.

## Medallero internacional
| Campeonato Mundial | Campeonato Mundial              | Campeonato Mundial | Campeonato Mundial |
| Año                | Lugar                           | Medalla            | Competición        |
| ------------------ | ------------------------------- | ------------------ | ------------------ |
| 2011               | La Molina (España)              | Medalla de plata   | Slopestyle         |
| 2013               | Stoneham-et-Tewkesbury (Canadá) | Medalla de plata   | Big air            |